# Karin Hausen
Karin Hausen (* 18. März 1938 in Hamburg) ist eine deutsche Historikerin. Sie gilt als eine der Pionierinnen der Frauen- und Geschlechtergeschichte.

## Beruflicher Werdegang
Karin Hausen studierte Geschichte, Germanistik und Soziologie an Universitäten in Berlin, Marburg, Münster, Paris und Tübingen und wurde 1969 bei Gerhard A. Ritter an der Freien Universität Berlin promoviert. Von 1978 bis 1995 war sie Professorin für Wirtschafts- und Sozialgeschichte am Institut für Geschichtswissenschaft der Technischen Universität Berlin. Dort gründete sie 1995 das Zentrum für Interdisziplinäre Frauen- und Geschlechterforschung (ZIFG), das sie von 1995 bis zu ihrer Pensionierung 2003 als Professorin für interdisziplinäre Frauen- und Geschlechterforschung leitete. Hausen ist eine der Pionierinnen der Frauen- und Geschlechtergeschichte im deutschsprachigen Raum. Weitere Schwerpunkte ihrer Arbeit sind die Kolonial- und die Technikgeschichte.
Zusammen mit Gisela Bock und Heide Wunder gründete sie 1992 die Reihe Geschichte und Geschlechter im Campus Verlag und den Arbeitskreis Historische Frauenforschung. Sie war von 1995 bis 2012 Mitherausgeberin von L’Homme. Europäische Zeitschrift für Feministische Geschichtswissenschaft und sie gehört dem Beirat der Zeitschrift Feministische Studien an.
Ihr 1976 veröffentlichter Aufsatz „Die Polarisierung der »Geschlechtercharaktere« – Eine Spiegelung der Dissoziation von Erwerbs- und Familienleben“ wird in der feministischen Theorie als Klassiker angesehen.

## Privates
Karin Hausen ist Mutter einer 1973 geborenen Tochter.

## Auszeichnungen
- 1998: Berliner Frauenpreis
- 2002: Verdienstkreuz am Bande des Verdienstordens der Bundesrepublik Deutschland[9]
- 2012: Robert-René-Kuczynski-Preis
- 2016: Stadtälteste von Berlin
- 2017: Louise-Schroeder-Medaille Berlin[10]
- 2021: In Würdigung ihrer Leistungen als Wissenschaftlerin und Forscherin wurde ihr anlässlich der Wissensstadt Berlin 2021 im Rahmen der Ausstellung „Berlin – Hauptstadt der Wissenschaftlerinnen“ eine Ausstellungstafel gewidmet.[11][12]

## Schriften (Auswahl)
Monografien
- Geschlechtergeschichte als Gesellschaftsgeschichte (= Kritische Studien zur Geschichtswissenschaft. Band 202). Göttingen 2012.
- Deutsche Kolonialherrschaft in Afrika. Wirtschaftsinteressen und Kolonialverwaltung in Kamerun vor 1914 (= Beiträge zur Kolonial- und Überseegeschichte. Band 9). Zürich, Freiburg 1970.

Herausgeberschaften
- mit Reinhard Rürup: Moderne Technikgeschichte. Köln, Berlin 1975.
- mit Heinz-Gerhard Haupt: Die Pariser Kommune von 1871. Erfolg und Scheitern einer Revolution. Frankfurt/Main, New York 1979.
- Frauen suchen ihre Geschichte. München 1983.
- mit Helga Nowotny: Wie männlich ist die Wissenschaft? Frankfurt/Main 1986.
- mit Heide Wunder: Frauengeschichte – Geschlechtergeschichte. Frankfurt/Main, New York 1992.
- mit Gertraude Krell: Frauenerwerbsarbeit. Forschungen zur Geschichte und Gegenwart. Mering, München 1993.
- Geschlechterhierarchie und Arbeitsteilung. Zur Geschichte ungleicher Erwerbschancen. Göttingen 1993.

Aufsätze
- Die Polarisierung der „Geschlechtscharaktere“ – eine Spiegelung der Dissoziation von Erwerbs- und Familienleben. In: Werner Conze (Hrsg.): Sozialgeschichte der Familie in der Neuzeit Europas. Stuttgart 1976, S. 363–393.
- Women's History in den Vereinigten Staaten. In: Geschichte und Gesellschaft. Band 7, 1981, S. 347–363.
- Große Wäsche. Technischer Fortschritt und sozialer Wandel in Deutschland vom 18. bis ins 20. Jahrhundert. In: Geschichte und Gesellschaft. Band 13, 1987, S. 273–303.
- Des deutschen Hausvaters Furcht vor der Emanzipation der Weiber. In: Freiheit – Gleichheit – Schwesterlichkeit. Männer und Frauen zur Zeit der Französischen Revolution. Dokumentation einer Tagung an der Philipps-Universität Marburg vom 14.–16. Juni 1989. Hessische Landeszentrale für Politische Bildung. Wiesbaden 1989, S. 122–148.
- Wirtschaften mit der Geschlechterordnung. Ein Essay. In: Karin Hausen (Hrsg.): Geschlechterhierarchie und Arbeitsteilung. Zur Geschichte ungleicher Erwerbschancen. Göttingen 1993, S. 40–67.
- Frauenerwerbstätigkeit und erwerbstätige Frauen seit 1945 in Deutschland. Anmerkungen zur Forschung. In: Gunilla Budde (Hrsg.): Frauen arbeiten. Weibliche Erwerbsarbeit in Ost- und Westdeutschland nach 1945. Göttingen 1997, S. 19–45.
- Geschlecht und Ökonomie. In: Gerold Ambrosius, Dietmar Petzina, Werner Plumpe (Hrsg.): Moderne Wirtschaftsgeschichte. Eine Einführung für Historiker und Ökonomen. München 1996, S. 89–103.
- Die Nicht-Einheit der Geschichte als historiographische Herausforderung. Zur historischen Relevanz und Anstößigkeit der Geschlechtergeschichte. In: Hans Medick, Anne-Charlott Trepp (Hrsg.): Geschlechtergeschichte und Allgemeine Geschichte. Herausforderungen und Perspektiven (= Göttinger Gespräche zur Geschichtswissenschaft. Band 5), Göttingen 1998, S. 15–55.